# Cocytius lucifer
Cocytius lucifer är en fjärilsart som beskrevs av Rothschild och Jordan 1903. Cocytius lucifer ingår i släktet Cocytius och familjen svärmare. Inga underarter finns listade i Catalogue of Life.

## Bildgalleri

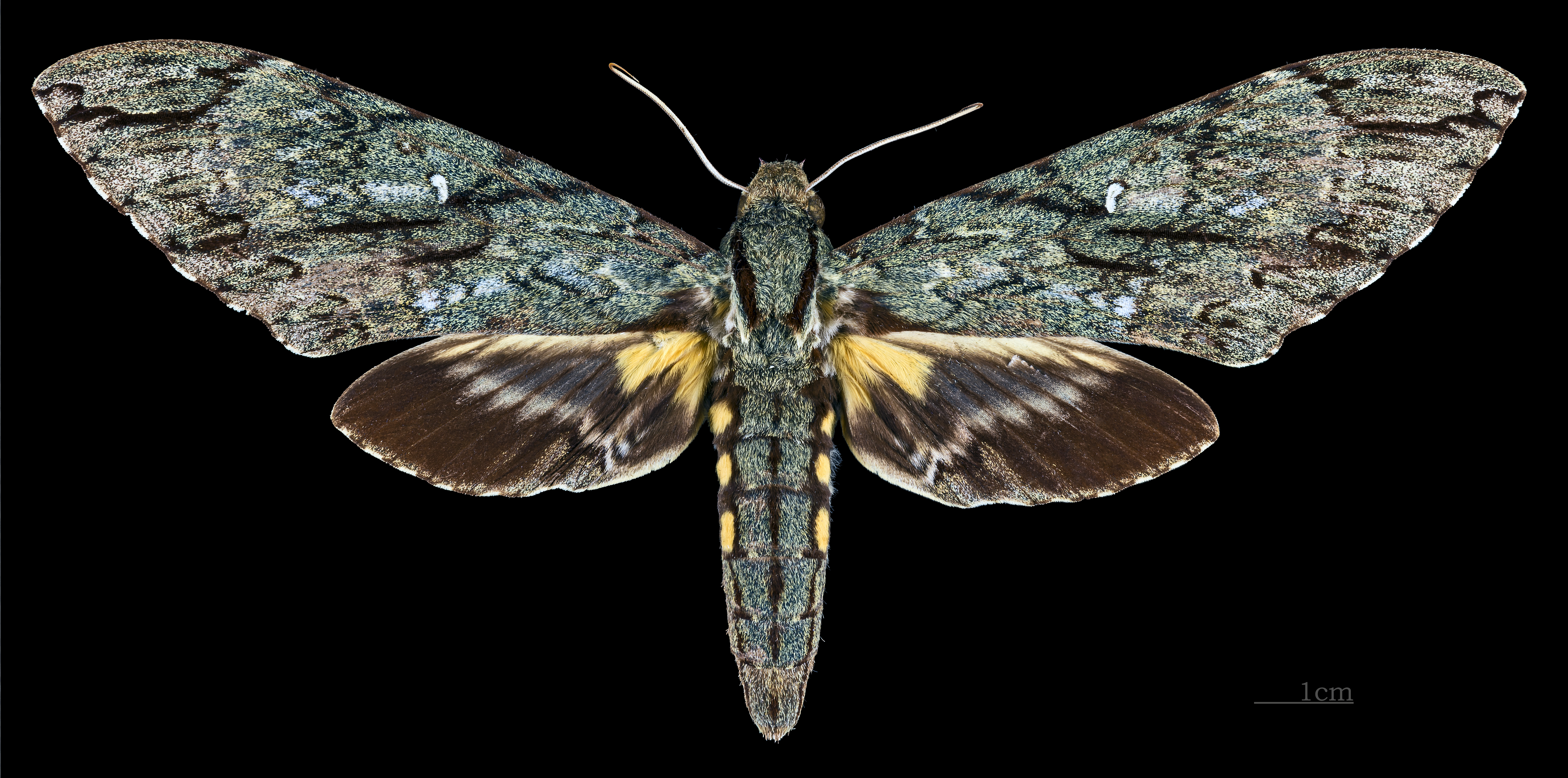
♀
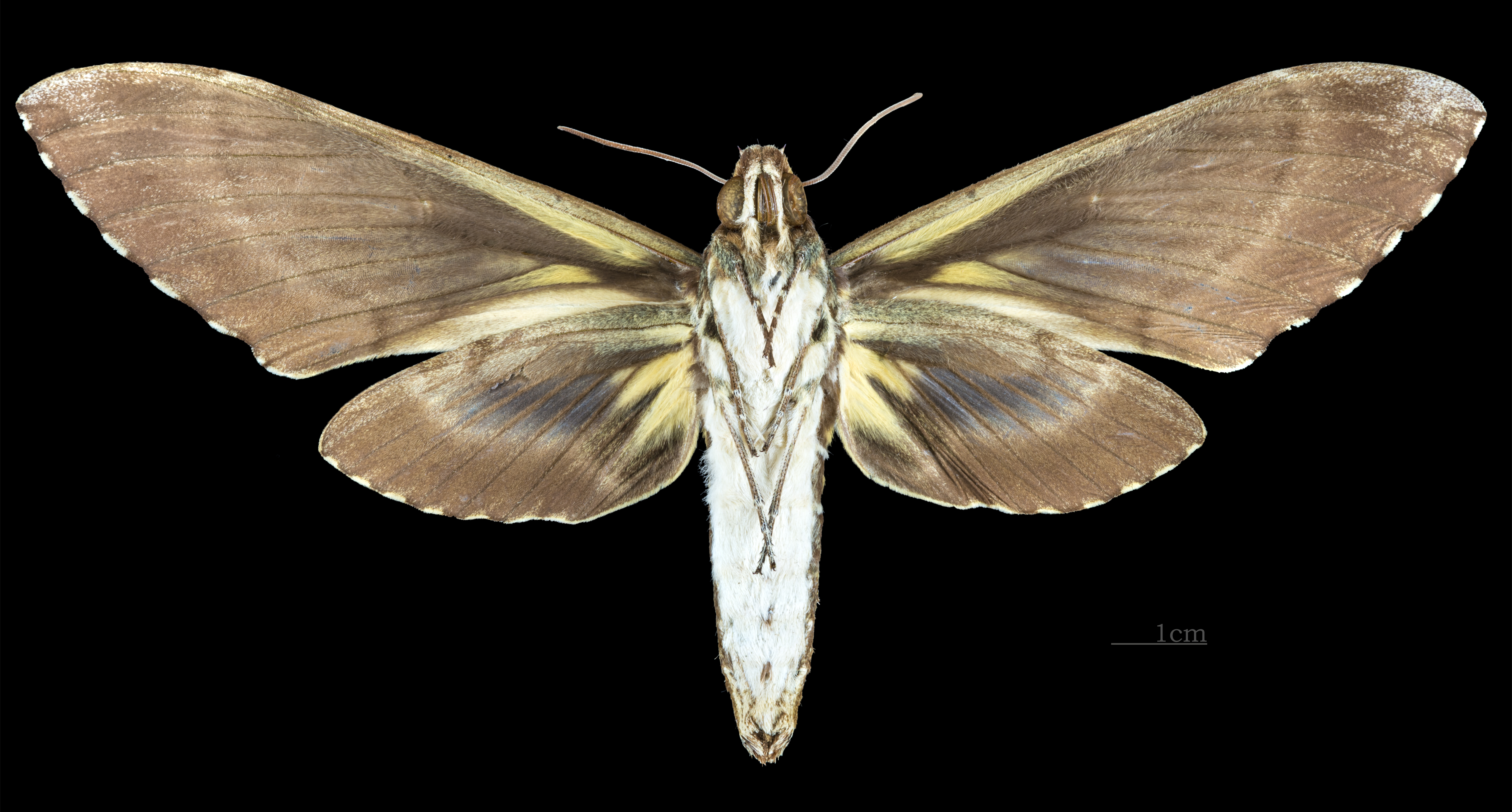
♀ △

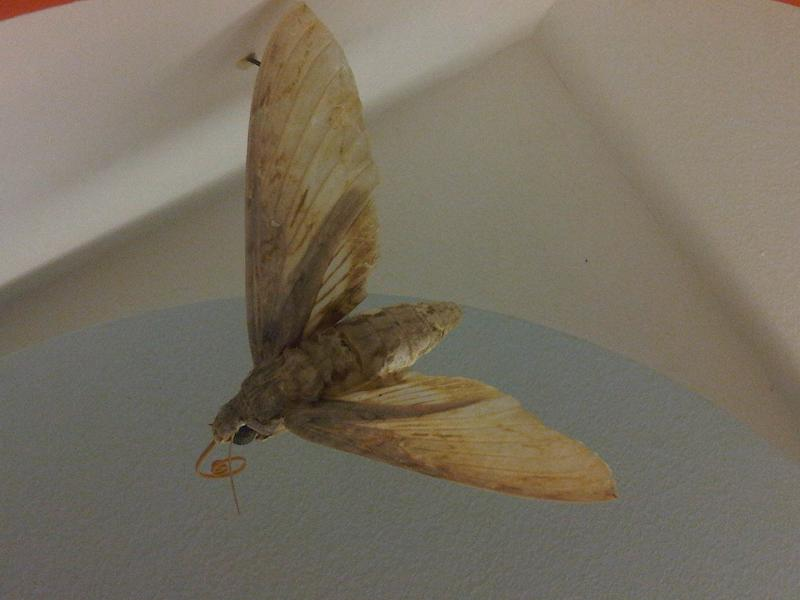
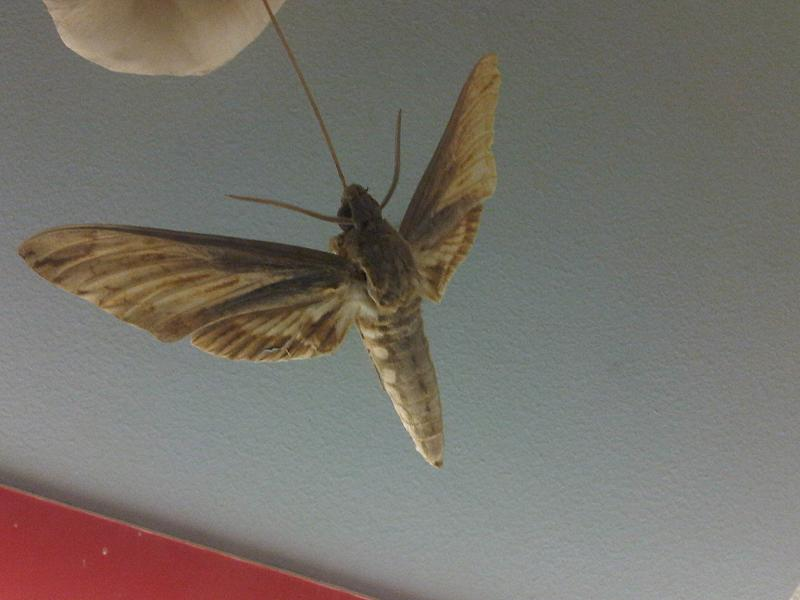